# Hamza Mahkamov
Mahkamov Hamza (nacido en 1959, Región de Surxondaryo, RSS de Uzbekistán — 16 de marzo de 2010) fue un trabajador e ingeniero ferroviario uzbeko, distinguido con el título de "Héroe de Uzbekistán" en 2007.

## Biografía
Mahkamov Hamza comenzó su labor en 1977 como recolector de algodón en la Planta de Limpieza de Algodón de Denov. Más tarde, trabajó como mecánico en un taller de reparación de automóviles en la misma área. A partir de 1982, sirvió como conductor asistente de locomotora en la estación de máquinas ferroviarias 166 (construcción), en el ámbito del transporte ferroviario, y desde 1987 hasta el final de su vida, trabajó como conductor de locomotora de estación. Participó en la construcción del ferrocarril Toshguzar-Boysun-Qumqoʻrgʻon. Hamza Mahkamov guio a docenas de especialistas. Además, participó activamente en la vida pública en la región de Surxondaryo.